# Puig dels Penjats
El Puig dels Penjats és una muntanya de 676 metres que es troba al municipi de Vallfogona de Riucorb, a la comarca de la Conca de Barberà.